# 1800 aux échecs
| Années des échecs : 1797 - 1798 - 1799 - 1800 - 1801 - 1802 - 1803    |
| Décennies des échecs : 1770 - 1780 - 1790 - 1800 - 1810 - 1820 - 1830 |

Cet article présente les faits marquants de l'année 1800 aux échecs.

## Divers
- Création des premiers clubs d’échecs à Berlin [1].
- En Angleterre, l’année 1800 est la dernière où le pat vaut gain pour le camp dont le roi est contraint à la nullité[2].

## Naissances
- n& en 1799 ou 1800 : Julius Brede, problémiste[2].
- Wilhelm Schlumberger, fort joueur d’échecs et un des opérateurs caché dans le Turc mécanique[2].
- né en 1800 ou 1801 Vincent Grimm, inventeur de l’attaque Grimm sur le Gambit roi[Note 1].
- 12 septembre : Pierre Saint-Amant, un des meilleurs joueurs de son époque.
- 15 août : Barthelemy de Basterot, comte, auteur d'un Traité élémentaire du jeu des échecs.